# Cronologia da temporada de furacões no Atlântico de 2018
A temporada de furacões no oceano Atlântico de 2018 foi um evento da temporada anual de furacões no norte do Oceano Atlântico. É uma temporada acima da média para ciclones tropicais pelo terceiro ano consecutivo. Embora a temporada tenha começado oficialmente em 1 de junho, 2018 e terminou em 30 de novembro, 2018, datas adotadas por convenção e descrevem historicamente o período durante cada ano em que a maioria dos ciclones tropicais se forma, efetivamente começou com a formação da tempestade tropical Alberto em 25 de maio. A tempestade final da temporada, o furacão Oscar, se dissipou em 31 de outubro.
O ano produziu dezesseis depressões tropicais, todas menos uma das quais se intensificaram em tempestades tropicais nomeadas. Das quinze tempestades nomeadas, oito se transformaram em furacões e duas se intensificaram em grandes furacões, que são classificados na categoria 3 ou superior na escala Saffir–Simpson. Esses dois grandes furacões contribuíram para a maior parte da destruição severa e perda de vidas da temporada, principalmente nos Estados Unidos.
Furacão Florence formou-se perto de Cabo Verde em 31 de agosto, dirigiu-se para o oeste-noroeste com poucas exceções por uma grande área de alta pressão ao norte. O ciclone se fortaleceu em meio a fatores ambientais favoráveis, tornando-se uma furacão categoria 4 com ventos máximos sustentados de 150 km/h (240 km/h) em seu pico, mas o enfraquecimento ocorreu antes de Florence atingir a costa da Carolina do Norte perto de Wrightsville Beach em 14 de setembro, com ventos de 90 km/h (150 km/h). Florence desferiu um golpe devastador nas Carolinas enquanto serpenteava pela região. Inundações catastróficas e recordes contribuíram para a maioria dos US$ 24 da tempestade mil milhões em danos e 52 mortes, embora uma onda de tempestade significativa ao longo da costa, bem como um surto de tornado no interior, também tenha causado danos graves. No início de outubro, o furacão Michael se formou no oeste do Mar do Caribe, resultando em inundações significativas na América Central e em Cuba. No entanto, a maior parte do impacto da tempestade foi sentida no Panhandle da Flórida, onde Michael atingiu o litoral perto de Mexico Beach como uma furacão categoria 5, com ventos de 160 km/h (260 km/h). Este constituiu o primeiro desembarque de uma furacão categoria 5 nos Estados Unidos desde o furacão Andrew em 1992, e apenas o quinto na história registrada, ao lado de "Labor Day", Camille e "Okeechobee". Além disso, Michael se tornou o terceiro mais profundo por pressão atmosférica, o quarto mais forte por ventos máximos, e a última furacão categoria 5 para atingir os Estados Unidos em registro. Miguel matou 74 pessoas e caua.m $ 25 mil milhões em danos.
Esta linha do tempo documenta formações de ciclones tropicais, fortalecimento, enfraquecimento, desembarques, transições extratropicais e dissipações durante a temporada. Inclui informações que não foram divulgadas ao longo da temporada, o que significa que foram incluídos dados de análises pós-tempestade pelo Centro Nacional de Furacões, como uma tempestade que não foi inicialmente alertada.
Por convenção, os meteorologistas usam um fuso horário ao emitir previsões e fazer observações: Tempo Universal Coordenado (UTC), e também usam o relógio de 24 horas (onde 00:00 = meia-noite UTC). O Centro Nacional de Furacões usa tanto UTC e o fuso horário onde se encontra atualmente o centro do ciclone tropical. Os fusos horários utilizados (leste a oeste) antes de 2020 foram: Atlantic, Eastern e Central. Nesta linha do tempo, todas as informações são listadas primeiro pelo UTC com o respectivo horário regional incluído entre parênteses. Além disso, os valores para ventos máximos sustentados e estimativas de posição são arredondados para os 5 mais próximos unidades ( nós, milhas ou quilômetros ), seguindo a convenção utilizada nos produtos do National Hurricane Center. As observações de vento direto são arredondadas para o número inteiro mais próximo. As pressões atmosféricas são listadas ao milibar mais próximo e ao centésimo de polegada de mercúrio mais próximo.

## Linha do tempo

### Maio
25 de maio
- 12:00 UTC (7:00 a.m CDT ) em18° 48′ N, 87° 06′ O – Uma depressão subtropical se desenvolve a partir de uma área de baixa pressão na costa leste da Península de Yucatán, no México, a cerca de 80 milhas (130 km) leste-nordeste de Chetumal, Quintana Roo.[2]

26 de maio
- 18:00 UTC (1:00 sou CDT) em22° 36′ N, 85° 18′ O – A depressão subtropical se intensifica na Tempestade Subtropical Alberto cerca de 60 milhas (95 km) norte-noroeste da ponta ocidental de Cuba.[2]

28 de maio

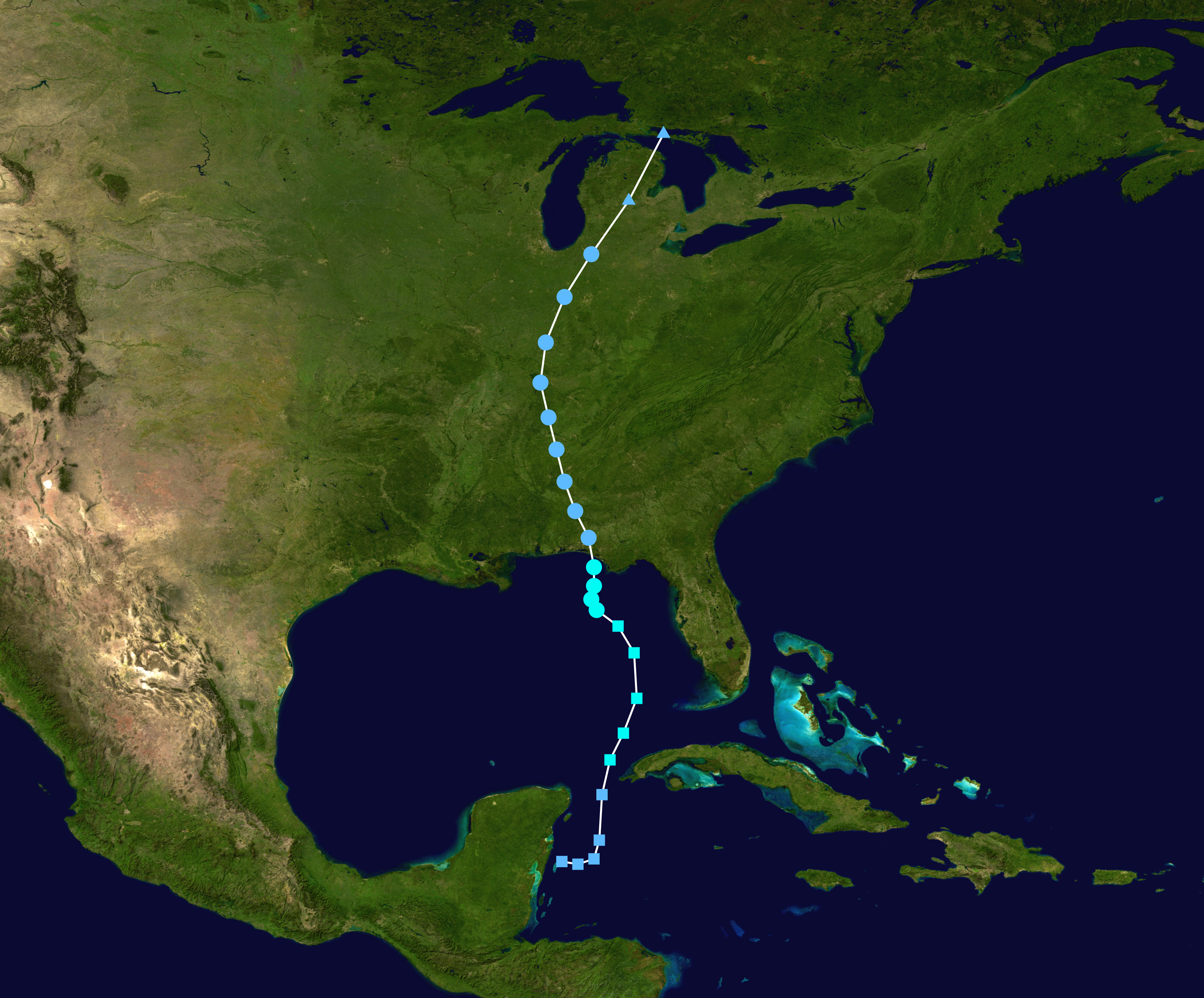
Trajeto da tempestade da tempestade tropical Alberto

- 00:00 UTC (7:00 p.m.  CDT 27 de maio) em28° 12′ N, 85° 48′ O – A tempestade subtropical Alberto transita para uma tempestade tropical e simultaneamente atinge ventos máximos sustentados de 65 km/h (100 km/h) aproximadamente 115 mi (185 km) sul-sudoeste de Apalachicola, Flórida.[2]
- 06:00 UTC (1:00 a.m CDT) em28° 36′ N, 86° 00′ O – A tempestade tropical Alberto atinge sua pressão atmosférica mínima de 990 mbar ( hPa ; 29,24 inHg ) cerca de 100 milhas (155 km) a sudoeste de Apalachicola, Flórida.[2]
- 21:00 UTC (4:00 p.m.  CDT) em30° 18′ N, 86° 00′ O – A tempestade tropical Alberto atinge a costa perto da linha Bay County – Walton County, Flórida, com ventos de 45 km/h (75 km/h).[2]

29 de maio
- 00:00 UTC (7:00 p.m.  CDT 28 de maio) em30° 54′ N, 86° 06′ O – Tempestade tropical Alberto enfraquece para uma depressão tropical cerca de 45 milhas (75 km) a sudoeste de Dothan, Alabama.[2]

31 de maio
- 06:00 UTC (1:00 a.m CDT) em43° 30′ N, 84° 36′ O – A depressão tropical Alberto degenera para uma área remanescente não convectiva de baixa pressão aproximadamente 30 milhas (45 km) a oeste de Saginaw, Michigan.[2]

### Junho
1 de Junho
- A temporada de furacões no oceano Atlântico de 2018 começa oficialmente.[1]
- Nenhum ciclone tropical se forma no Oceano Atlântico durante o mês de junho.

### Julho
4 de julho
- 12:00 UTC (8:00 a.m AST ) em10° 00′ N, 34° 54′ O – A Depressão Tropical Dois se desenvolve a partir de uma área de baixa pressão de cerca de 1.495 milhas (2.405 km) oeste-sudoeste de Cabo Verde.[8]

5 de julho

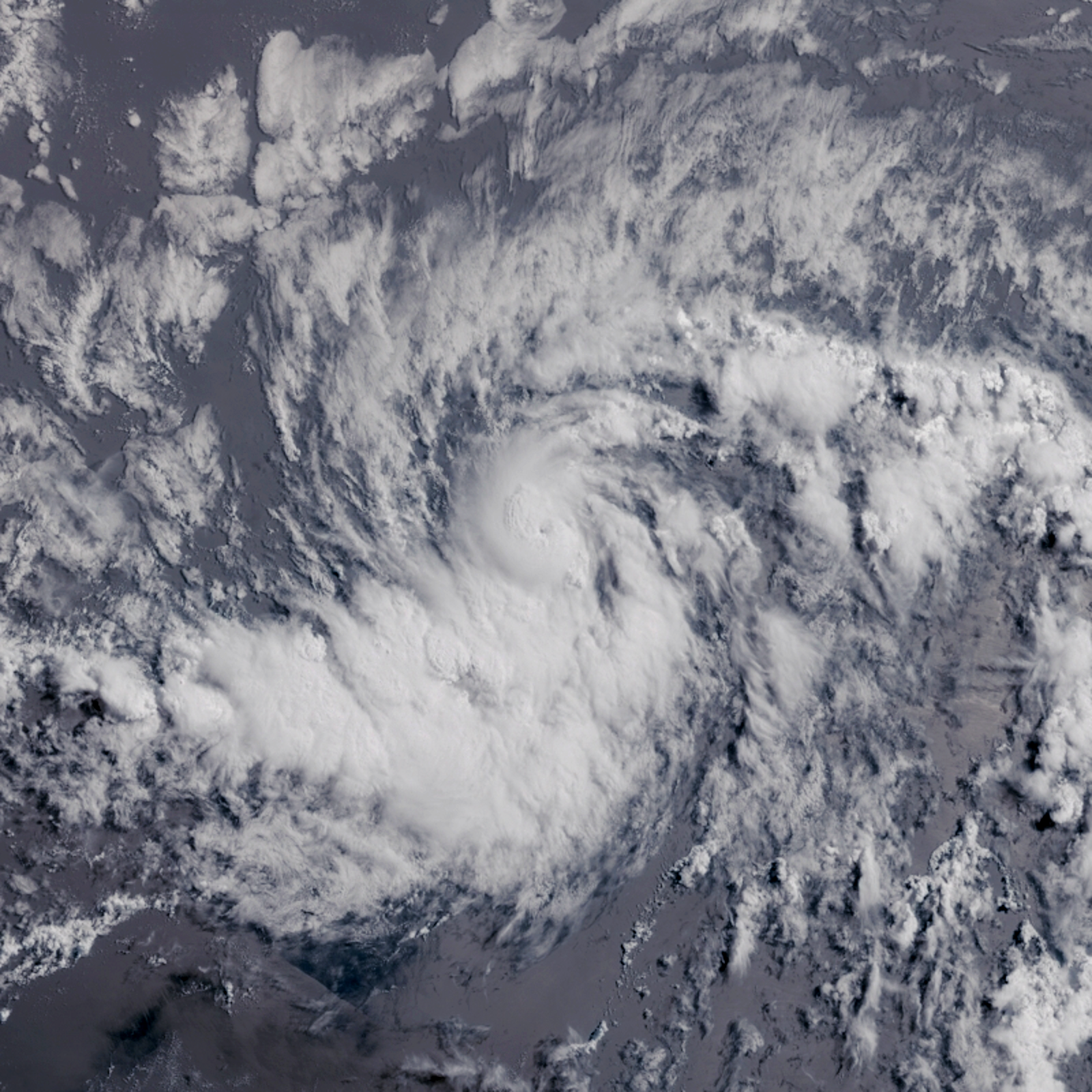
Furacão Beryl em 6 de julho

- 00:00 UTC (8:00 p.m.  AST 4 de julho) em10° 06′ N, 38° 00′ O – Depressão Tropical Dois se intensifica na tempestade tropical Beryl aproximadamente 1.465 milhas (2.360 km) leste-sudeste de Barbados.[8]

6 de julho
- 06:00 UTC (2:00 a.m AST) em10° 30′ N, 44° 36′ O – Tempestade tropical Beryl se intensifica rapidamente em uma furacão categoria 1, atingindo simultaneamente seu pico de intensidade com ventos de 80 km/h (130 km/h) e uma pressão de 991 mbar (hPa; 29,27 inHg), aproximadamente 1.020 milhas (1.640 km) a sudeste de Barbados.[8]
- 12:00 UTC (8:00 a.m EDT ) em31° 30′ N, 73° 06′ O – Depressão Tropical Três formas cerca de 345 milhas (555 km) sul-sudeste de Cape Hatteras, Carolina do Norte.[9]

7 de julho
- 12:00 UTC (8:00 a.m AST) em11° 42′ N, 50° 24′ O – Furacão Beryl enfraquece para uma tempestade tropical cerca de 615 milhas (990 km) leste-sudeste de Barbados.[8]

8 de julho
- 06:00 UTC (2:00 a.m EDT) em33° 06′ N, 75° 24′ O – Depressão Tropical Três intensifica-se na tempestade tropical Chris aproximadamente 150 milhas (240 km) sul-sudeste de Cape Hatteras, Carolina do Norte.[9]
- 12:00 UTC (8:00 a.m AST) em14° 06′ N, 56° 54′ O – A tempestade tropical Beryl degenera para uma onda tropical cerca de 180 milhas (285 km) a nordeste de Barbados.[8]

10 de julho

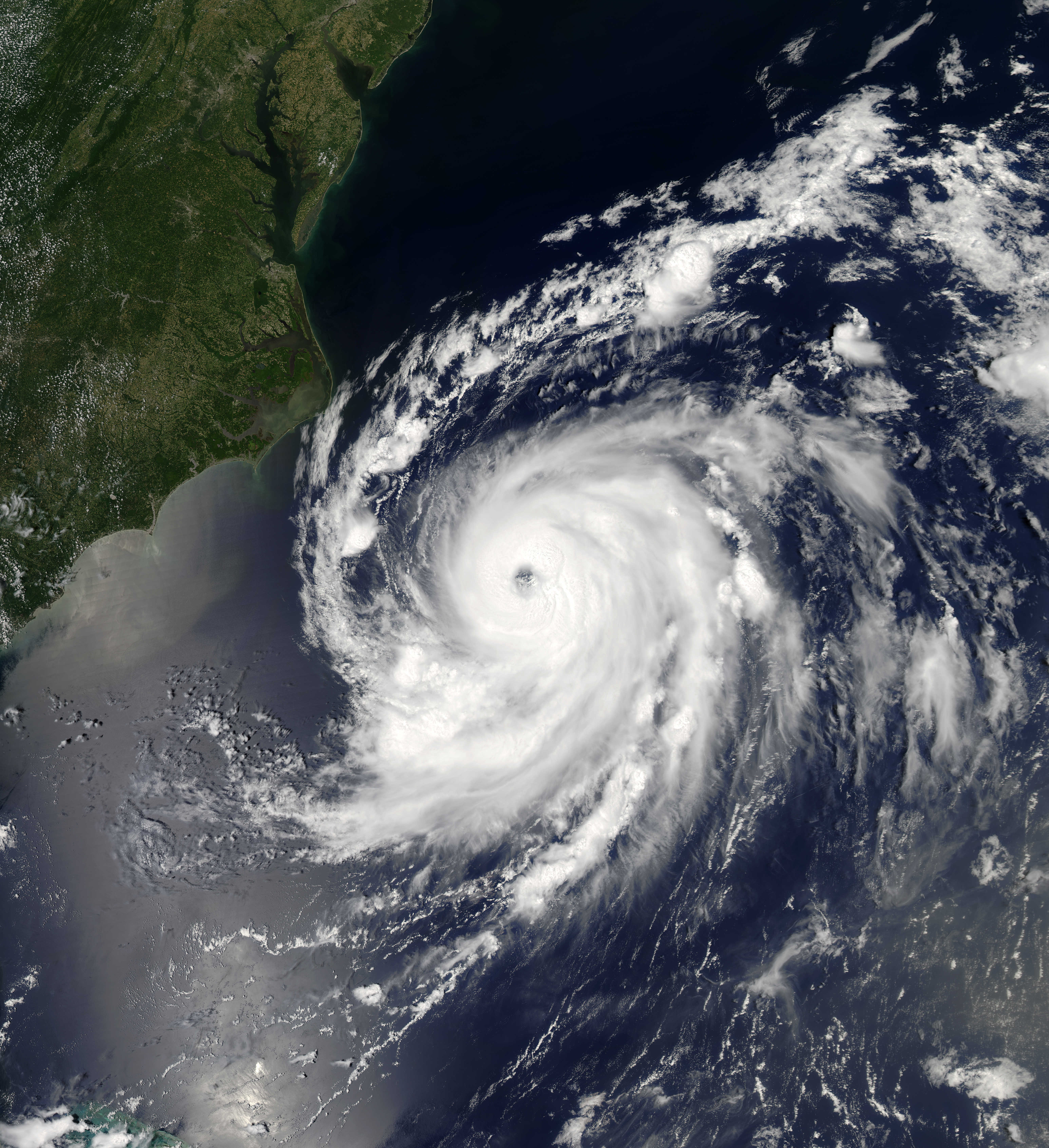
Chris como um furacão de categoria 1 intensificando em 10 de julho

- 12:00 UTC (8:00 a.m EDT) em32° 54′ N, 73° 30′ O – Tempestade tropical Chris se intensifica em furacão categoria 1 aproximadamente 200 milhas (320 km) a sudeste de Cape Hatteras, Carolina do Norte.[9]

11 de julho
- 00:00 UTC (8:00 p.m.  EDT 10 de julho) em33° 54′ N, 71° 54′ O – Furacão Chris se intensifica rapidamente em uma furacão categoria 2 e simultaneamente atinge seu pico de intensidade com ventos de 105 km/h (165 km/h) e uma pressão de 969 mbar (hPa; 28,62 inHg) aproximadamente 240 milhas (385 km) leste-sudeste de Cape Hatteras, Carolina do Norte.[9]
- 18:00 UTC (2:00 p.m.  AST) em37° 00′ N, 66° 48′ O – Furacão Chris enfraquece para uma furacão categoria 1 cerca de 340 milhas (545 km) a noroeste das Bermudas.[9]

12 de julho
- 12:00 UTC (8:00 a.m AST) em43° 18′ N, 59° 12′ O – Furacão Chris enfraquece para uma tempestade tropical de aproximadamente 280 milhas (450 km) a sudoeste de Saint-Pierre, Saint Pierre e Miquelon.[9]
- 18:00 UTC (2:00 p.m.  AST) em45° 42′ N, 56° 24′ O – A tempestade tropical Chris transita para um ciclone extratropical aproximadamente 75 milhas (120 km) ao sul de Saint-Pierre, Saint Pierre e Miquelon.[9]

14 de julho
- 12:00 UTC (8:00 a.m AST) em35° 36′ N, 66° 12′ O – Os remanescentes de Beryl se regeneram em uma tempestade subtropical cerca de 245 milhas (395 km) a noroeste das Bermudas.[8]

16 de julho
- 00:00 UTC (8:00 p.m.  AST 15 de julho) em38° 18′ N, 63° 06′ O – A tempestade subtropical Beryl degenera para uma baixa remanescente de aproximadamente 430 milhas (690 km) ao norte das Bermudas.[8]

### Agosto
7 de agosto

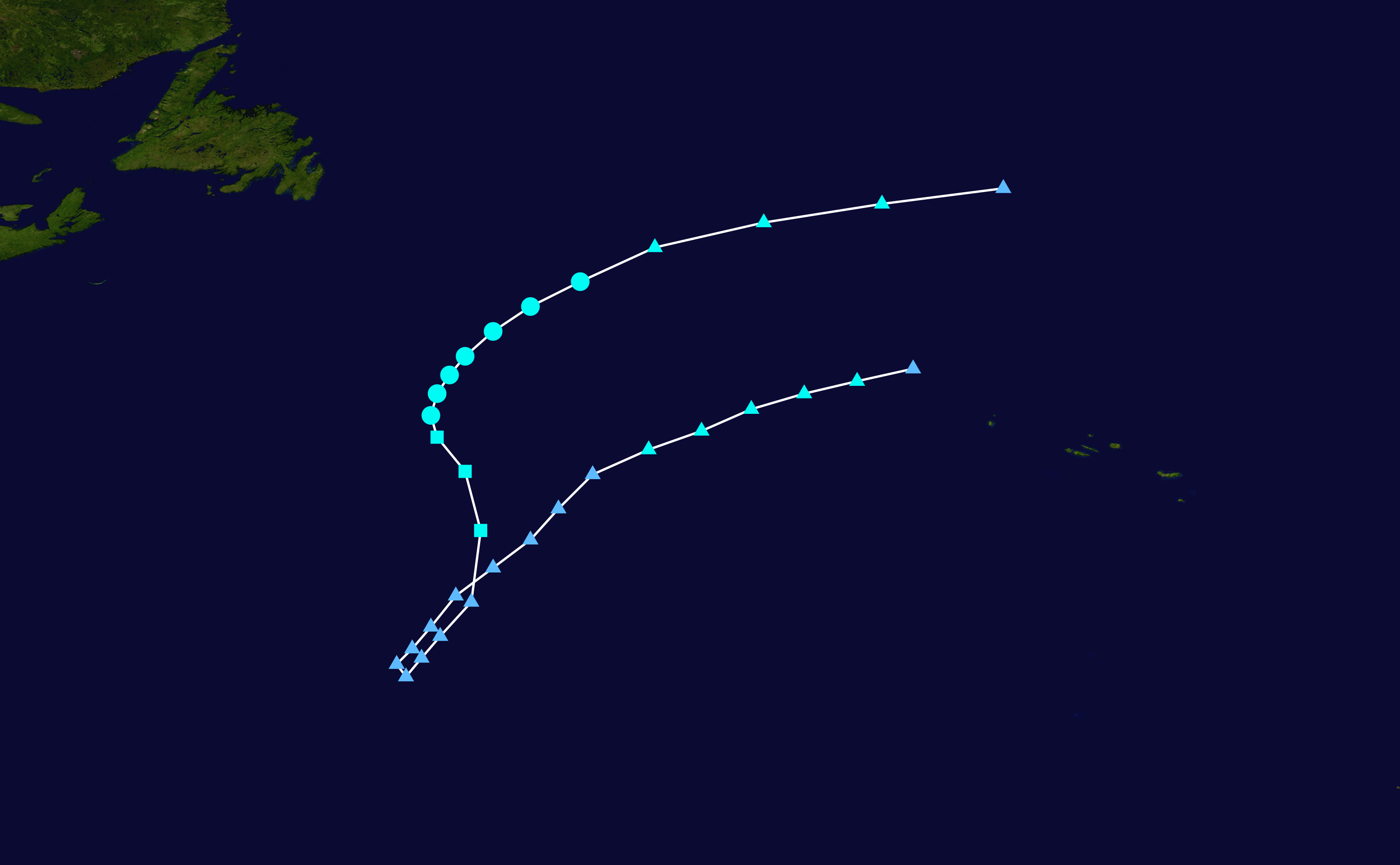
Caminho da tempestade tropical Debby

- 06:00 UTC (2:00 a.m AST) em36° 00′ N, 47° 36′ O – A tempestade subtropical Debby desenvolve aproximadamente 920 milhas (1.480 km) a oeste dos Açores mais ocidentais.[10]

8 de agosto
- 00:00 UTC (8:00 p.m.  AST 7 de agosto) em39° 42′ N, 49° 12′ O – A tempestade subtropical Debby transita para uma tempestade tropical por volta de 960 milhas (1.545 km) a oeste dos Açores mais ocidentais.[10]

9 de agosto
- 00:00 UTC (8:00 p.m.  AST 8 de agosto) em42° 24′ N, 47° 12′ O – Tempestade tropical Debby atinge seu pico de intensidade com ventos de 50 km/h (85 km/h) e uma pressão de 998 mbar (hPa; 29,47 inHg) aproximadamente 420 milhas (675 km) a sudeste de Cape Race, Terra Nova.[10]
- 18:00 UTC (2:00 p.m.  AST) em45° 06′ N, 42° 00′ O – A tempestade tropical Debby degenera para uma baixa remanescente de aproximadamente 545 milhas (875 km) leste-sudeste de Cape Race, Newfoundland.[10]

15 de agosto
- 06:00 UTC (2:00 a.m AST) em37° 24′ N, 45° 42′ O – Depressão Subtropical Cinco desenvolve cerca de 745 milhas (1.200 km) a sudeste de Cape Race, Terra Nova.[11]

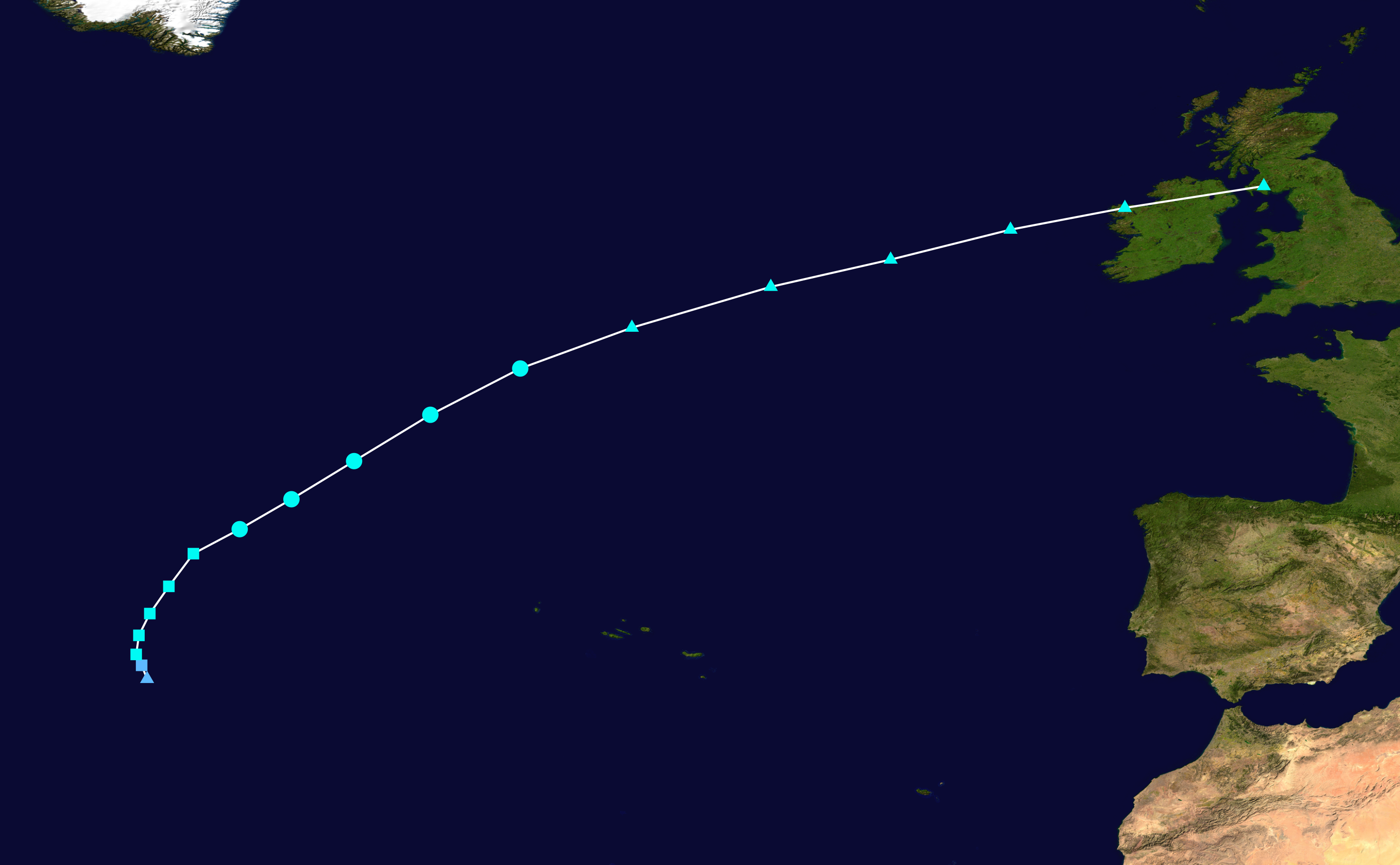
Caminho da tempestade tropical Ernesto

- 12:00 UTC (8:00 a.m AST) em37° 48′ N, 45° 54′ O – Depressão Subtropical Cinco se intensifica na Tempestade Subtropical Ernesto aproximadamente 710 milhas (1.145 km) a sudeste de Cape Race, Terra Nova.[11]

16 de agosto
- 12:00 UTC (8:00 a.m AST) em41° 30′ N, 43° 48′ O – Tempestade subtropical Ernesto atinge picos de vento de 45 km/h (75 km/h) aproximadamente 585 milhas (940 km) a sudeste de Cape Race, Terra Nova.[11]
- 18:00 UTC (2:00 p.m.  AST) em42° 24′ N, 42° 06′ O – A tempestade subtropical Ernesto transita para uma tempestade tropical por volta de 615 milhas (990 km) a sudeste de Cape Race, Terra Nova.[11]

17 de agosto
- 18:00 UTC (2:00 p.m.  AST) em48° 18′ N, 31° 48′ O – Tempestade tropical Ernesto atinge pressão mínima de 1003 mbar (hPa; 29,62 inHg) aproximadamente 1.000 milhas (1.610 km) leste-nordeste de Cape Race, Newfoundland.[11]

18 de agosto
- 00:00 UTC (8:00 p.m.  AST 17 de agosto) em49° 48′ N, 27° 42′ O – A tempestade tropical Ernesto degenera para uma baixa remanescente de aproximadamente 805 milhas (1.295 km) norte-nordeste dos Açores.[11]

31 de agosto
- 18:00 UTC (2:00 p.m.  AST) em13° 48′ N, 23° 48′ O & – Depressão Tropical Seis desenvolve cerca de 105 milhas (165 km) a sudeste de Santiago, Cabo Verde.[4]

### Setembro
dia 1 de Setembro

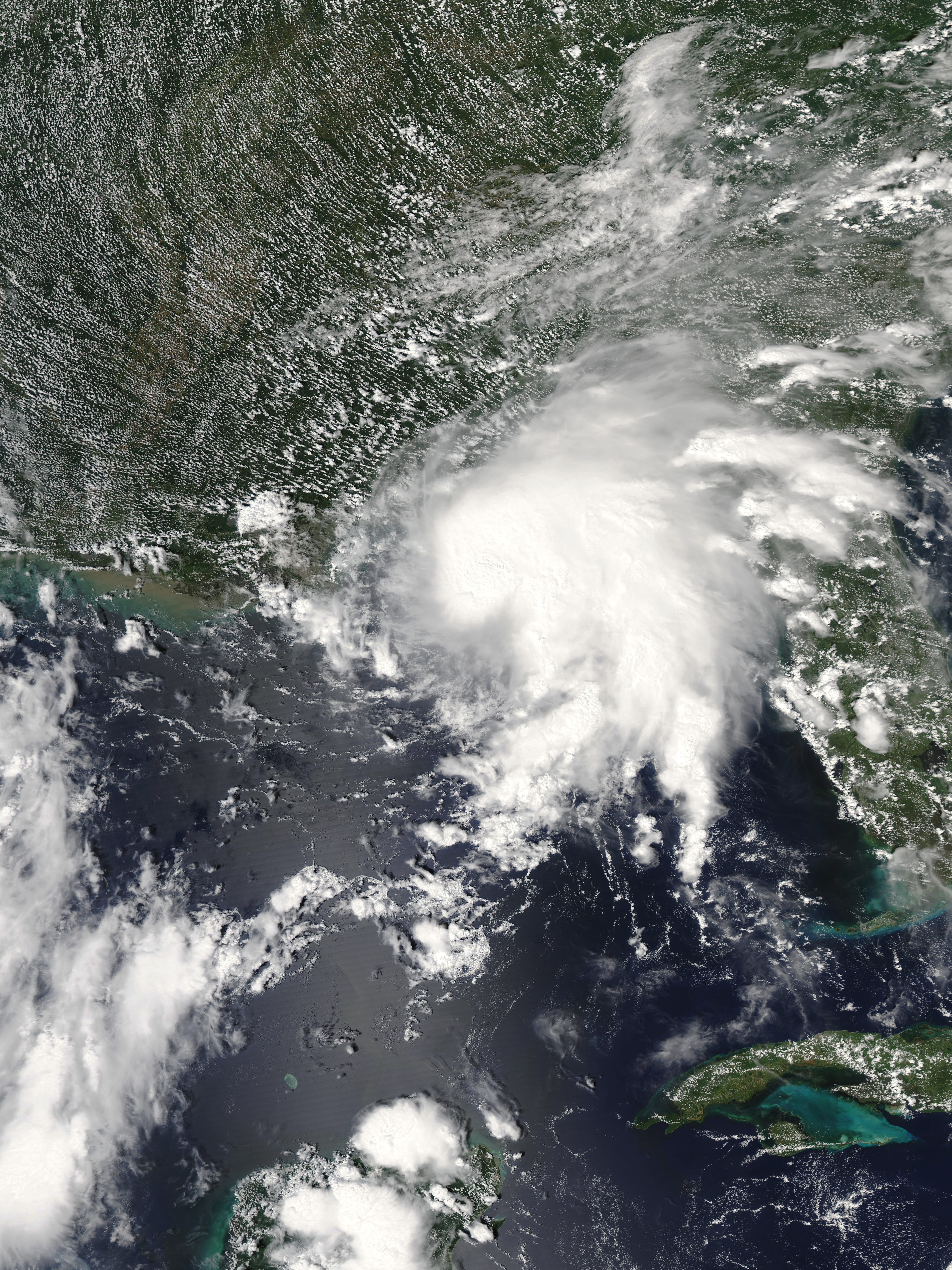
Gordon pouco antes do desembarque em 4 de setembro.

- 06:00 UTC (2:00 a.m AST) em14° 18′ N, 26° 06′ O – Depressão Tropical Seis se intensifica na tempestade tropical Florence aproximadamente 125 milhas (205 km) oeste-sudoeste do arquipélago mais meridional de Cabo Verde.[4]

3 de setembro
- 06:00 UTC (2:00 a.m EDT) em24° 12′ N, 79° 24′ O – A Depressão Tropical Sete desenvolve aproximadamente 90 milhas (150 km) a sudeste de Key Largo, Flórida.[12]
- 09:00 UTC (5:00 a.m EDT) em24° 36′ N, 80° 00′ O – Depressão tropical sete se intensifica na tempestade tropical Gordon cerca de 40 milhas (65 km) a sudeste de Tavernier, Flórida.[12]
- 11:15 UTC (7:15 a.m EDT) em25° 00′ N, 80° 30′ O – A tempestade tropical Gordon faz seu primeiro landfall perto de Tavernier, Flórida, com ventos de 50 km/h (85 km/h).[12]

4 de setembro
- 12:00 UTC (8:00 a.m AST) em18° 42′ N, 40° 12′ O – Tempestade tropical Florence se intensifica em uma furacão categoria 1 aproximadamente 1.380 milhas (2.220 km) leste-nordeste das Pequenas Antilhas.[4]

5 de setembro

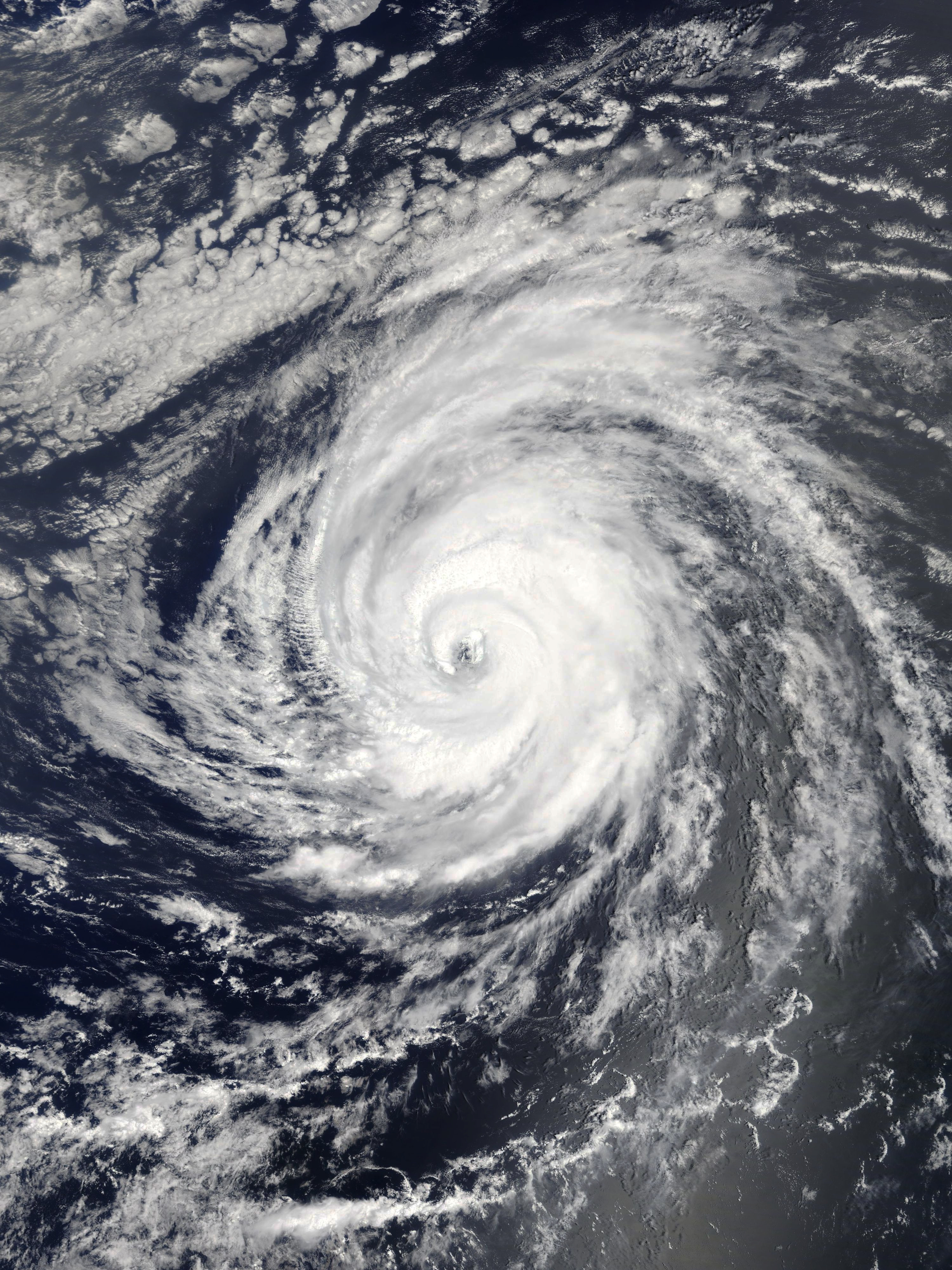
Furacão Helene em 11 de setembro

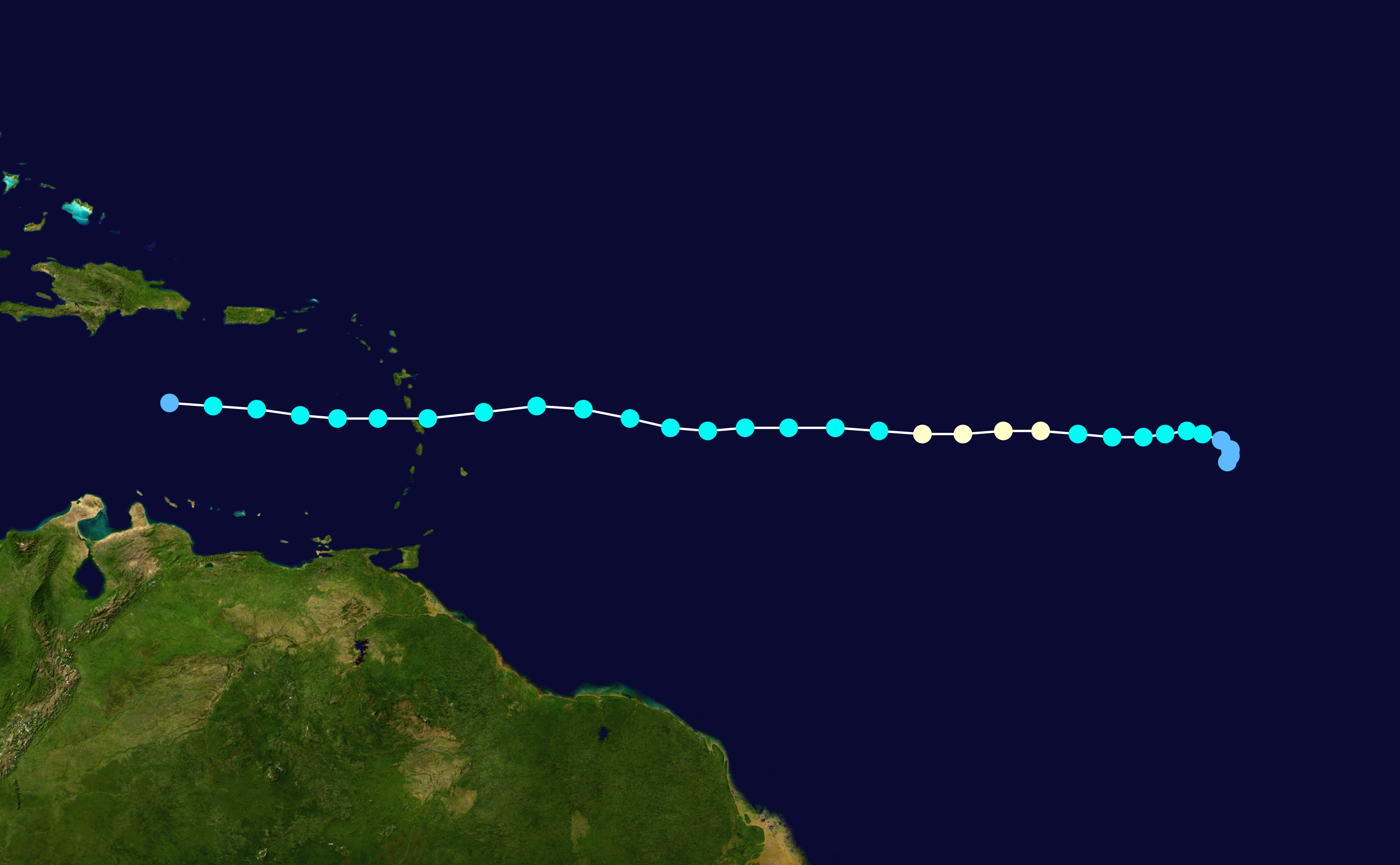
Caminho da tempestade do furacão Isaac

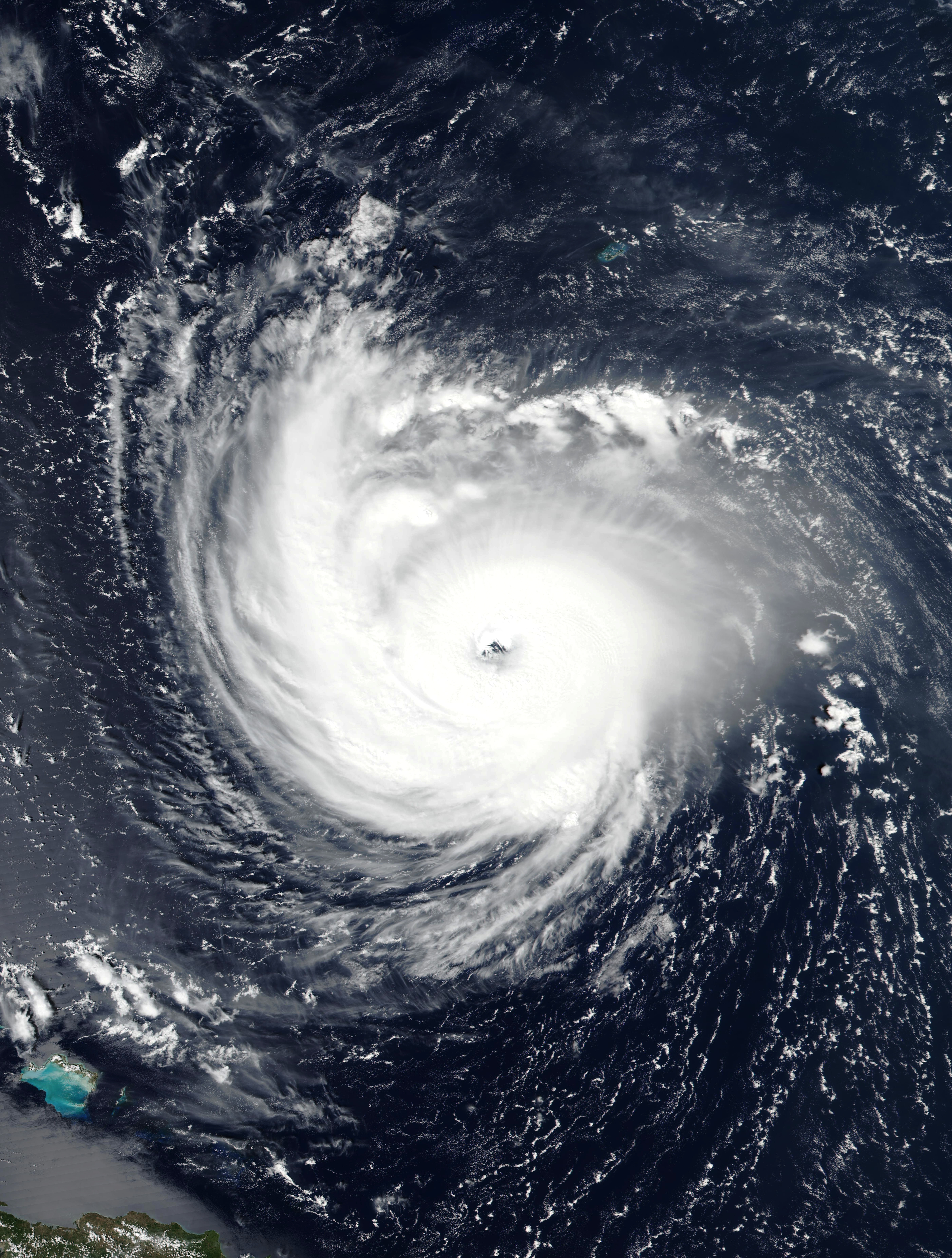
Furacão Florence com força máxima em 11 de setembro.

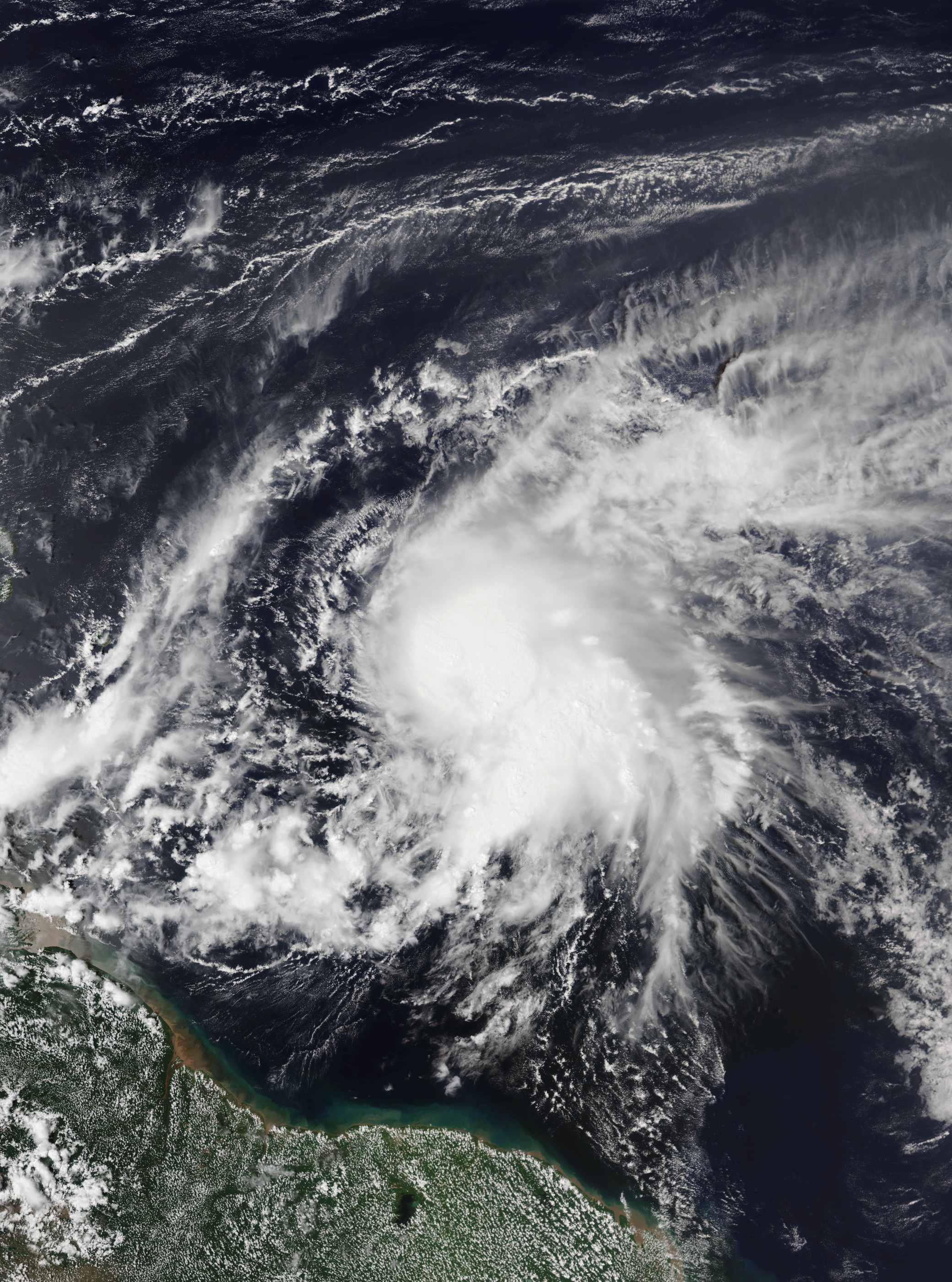
Tempestade tropical Kirk perto do pico de intensidade em 26 de setembro.

- 00:00 UTC (8:00 p.m.  AST 4 de setembro) em20° 24′ N, 43° 24′ O – Furacão Florence se intensifica em furacão categoria 2 aproximadamente 1.190 milhas (1.915 km) leste-nordeste das Pequenas Antilhas.[4]
- 03:15 UTC (10:15 p.m.  CDT 4 de setembro) em30° 24′ N, 88° 30′ O – A tempestade tropical Gordon atinge seu pico de intensidade com ventos de 70 km/h (110 km/h) e uma pressão de 996 mbar (hPa; 29,42 inHg), simultaneamente fazendo seu segundo e último desembarque a oeste da fronteira Alabama – Mississippi.[12]
- 12:00 UTC (8:00 a.m AST) em21° 42′ N, 45° 12′ O – Furacão Florence se intensifica rapidamente em uma furacão categoria 3 cerca de 1.095 milhas (1.760 km) a nordeste das Pequenas Antilhas.[4]
- 12:00 UTC (7:00 a.m CDT) em31° 54′ N, 89° 48′ O – Tempestade tropical Gordon enfraquece para uma depressão tropical cerca de 35 milhas (55 km) ao sudeste de Jackson, Mississippi.[12]

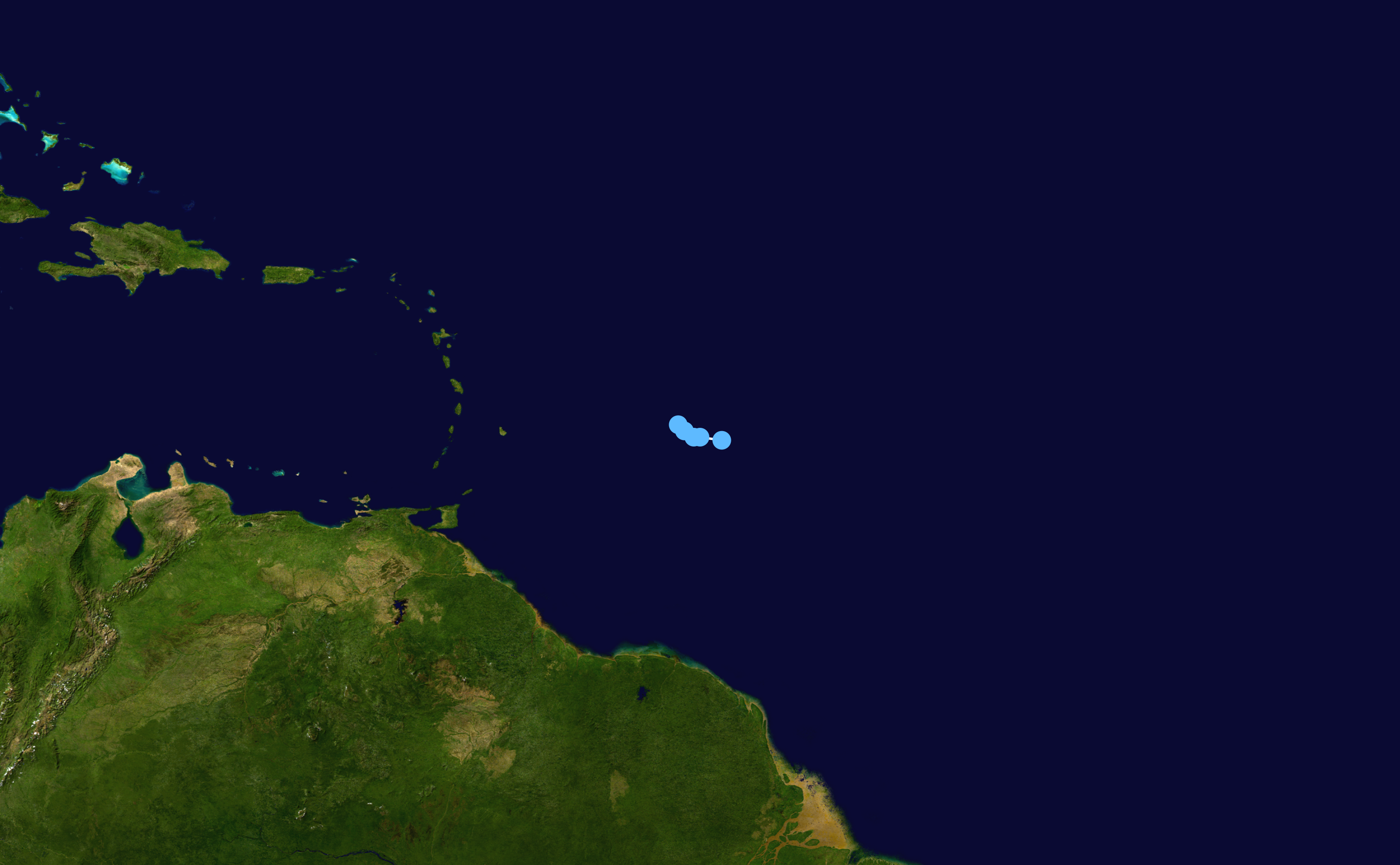
Trajeto da tempestade da depressão tropical onze

- 18:00 UTC (2:00 p.m.  AST) em22° 24′ N, 46° 12′ O – Furacão Florence se intensifica rapidamente em uma furacão categoria 4 aproximadamente 1.380 milhas (2.220 km) leste-sudeste das Bermudas.[4]

6 de setembro
- 06:00 UTC (2:00 a.m AST) em23° 48′ N, 47° 36′ O – Furacão Florence enfraquece para uma furacão categoria 3 cerca de 1.190 milhas (1.915 km) a sudeste das Bermudas.[4]
- 12:00 UTC (8:00 a.m AST) em24° 24′ N, 48° 12′ O – Furacão Florence enfraquece para uma furacão categoria 2 aproximadamente 1.135 milhas (1.825 km) a sudeste das Bermudas.[4]
- 18:00 UTC (2:00 p.m.  AST) em24° 48′ N, 49° 00′ O – Furacão Florence enfraquece para uma furacão categoria 1 aproximadamente 1.080 milhas (1.740 km) a sudeste das Bermudas.[4]
- 18:00 UTC (1:00 p.m.  CDT) em34° 12′ N, 91° 54′ O – A depressão tropical Gordon degenera para uma área remanescente de baixa pressão cerca de 45 milhas (75 km) ao sudeste de Little Rock, Arkansas.[12]

7 de setembro
- 00:00 UTC (8:00 p.m.  AST 6 de setembro) em25° 00′ N, 49° 00′ O – Furacão Florence enfraquece para uma tempestade tropical com cerca de 1.045 milhas (1.680 km) a sudeste das Bermudas.[4]
- 12:00 UTC (8:00 a.m AST) em13° 24′ N, 16° 48′ O – A Depressão Tropical Oito desenvolve aproximadamente 15 milhas (25 km) a oeste de Banjul, Gâmbia.[13]
- 12:00 UTC (8:00 a.m AST) em13° 30′ N, 35° 00′ O – A Depressão Tropical Nove desenvolve cerca de 690 milhas (1.110 km) a oeste de Cabo Verde.[14]

8 de setembro
- 00:00 UTC (8:00 p.m.  AST 7 de setembro) em13° 36′ N, 18° 00′ O – Depressão tropical Oito se intensifica na tempestade tropical Helene aproximadamente 260 milhas (420 km) leste-sudeste da Praia, Cabo Verde.[13]
- 12:00 UTC (8:00 a.m AST) em14° 24′ N, 35° 48′ O – A Depressão Tropical Nove se intensifica na tempestade tropical Isaac aproximadamente 745 milhas (1.200 km) a oeste de Cabo Verde.[14]

9 de setembro
- 12:00 UTC (8:00 a.m AST) em24° 24′ N, 56° 06′ O – Tempestade tropical Florence se intensifica em furacão categoria 1 cerca de 755 milhas (1.215 km) sul-sudeste das Bermudas.[4]
- 18:00 UTC (2:00 p.m.  AST) em13° 24′ N, 25° 36′ O – Tempestade tropical Helene se intensifica em uma furacão categoria 1 aproximadamente 115 milhas (185 km) sul-sudoeste da Brava, Cabo Verde.[13]

10 de setembro
- 00:00 UTC (8:00 p.m.  AST 9 de setembro) em14° 30′ N, 41° 00′ O – Tempestade tropical Isaac se intensifica em furacão categoria 1, atingindo seu pico de intensidade com ventos de 75 km/h (120 km/h) e uma pressão de 995 mbar (hPa; 29,39 inHg), aproximadamente 1.085 milhas (1.745 km) a oeste de Cabo Verde.[14]
- 06:00 UTC (2:00 a.m AST) em24° 42′ N, 58° 24′ O – Furacão Florence se intensifica em furacão categoria 2 cerca de 650 milhas (1.045 km) sul-sudeste das Bermudas.[4]
- 12:00 UTC (8:00 a.m AST) em24° 54′ N, 59° 30′ O – Furacão Florence se intensifica em furacão categoria 3 cerca de 600 milhas (965 km) sul-sudeste das Bermudas.[4]
- 12:00 UTC (8:00 a.m AST) em14° 24′ N, 29° 24′ O – Furacão Helene se intensifica em furacão categoria 2 aproximadamente 395 milhas (635 km) a oeste da Praia, Cabo Verde.[13]
- 18:00 UTC (2:00 p.m.  AST) em25° 12′ N, 60° 36′ O – Furacão Florence se intensifica em uma furacão categoria 4 cerca de 550 milhas (885 km) sul-sudeste das Bermudas.[4]

11 de setembro
- 00:00 UTC (8:00 p.m.  AST 10 de setembro) em15° 18′ N, 32° 06′ O – Furacão Helene atinge picos de vento de 110 km/h (175 km/h) aproximadamente 570 milhas (915 km) a oeste da Praia, Cabo Verde.[13]
- 00:00 UTC (8:00 p.m.  AST 10 de setembro) em14° 30′ N, 46° 12′ O – Furacão Isaac enfraquece para uma tempestade tropical aproximadamente 1.435 milhas (2.310 km) a oeste de Cabo Verde.[14]
- 12:00 UTC (8:00 a.m AST) em16° 12′ N, 34° 00′ O – Furacão Helene atinge pressão mínima de 967 mbar (hPa; 28,56 inHg) cerca de 705 milhas (1.135 km) oeste-noroeste da Praia, Cabo Verde.[13]
- 18:00 UTC (2:00 p.m.  EDT) em27° 12′ N, 66° 24′ O – Furacão Florence atinge seu pico de intensidade com ventos de 150 km/h (240 km/h) e uma pressão de 937 mbar (hPa; 27,67 inHg) aproximadamente 835 milhas (1.345 km) leste-sudeste de Cape Fear, Carolina do Norte.[4]

12 de setembro
- 06:00 UTC (2:00 a.m AST) em18° 42′ N, 35° 48′ O – Furacão Helene enfraquece para uma furacão categoria 1 aproximadamente 855 milhas (1.375 km) oeste-noroeste da Praia, Cabo Verde.[13]
- 12:00 UTC (8:00 a.m AST) em35° 48′ N, 41° 30′ O – A tempestade subtropical Joyce desenvolve cerca de 610 milhas (980 km) a sudoeste dos Açores.[15]
- 18:00 UTC (2:00 p.m.  EDT) em30° 24′ N, 71° 54′ O – Furacão Florence enfraquece para uma furacão categoria 3 aproximadamente 430 milhas (690 km) a sudeste de Wrightsville Beach, Carolina do Norte.[4]

13 de setembro
- 12:00 UTC (8:00 a.m EDT) em33° 06′ N, 75° 06′ O – Furacão Florence enfraquece para uma furacão categoria 2 aproximadamente 175 milhas (280 km) a sudeste de Wrightsville Beach, Carolina do Norte.[4]
- 12:00 UTC (8:00 a.m AST) em24° 06′ N, 37° 24′ O – Furacão Helene enfraquece para uma tempestade tropical cerca de 1.105 milhas (1.780 km) a noroeste da Praia, Cabo Verde.[13]

14 de setembro
- 00:00 UTC (8:00 p.m.  AST 13 de setembro) em33° 06′ N, 44° 24′ O – A tempestade subtropical Joyce transita para uma tempestade tropical aproximadamente 850 milhas (1.370 km) a sudoeste dos Açores.[15]
- 11:15 UTC (7:15 a.m EDT) em34° 12′ N, 77° 48′ O – Furacão Florence enfraquece para uma furacão categoria 1 ao fazer landfall perto de Wrightsville Beach, Carolina do Norte, com ventos de 90 km/h (150 km/h).[4]

15 de setembro

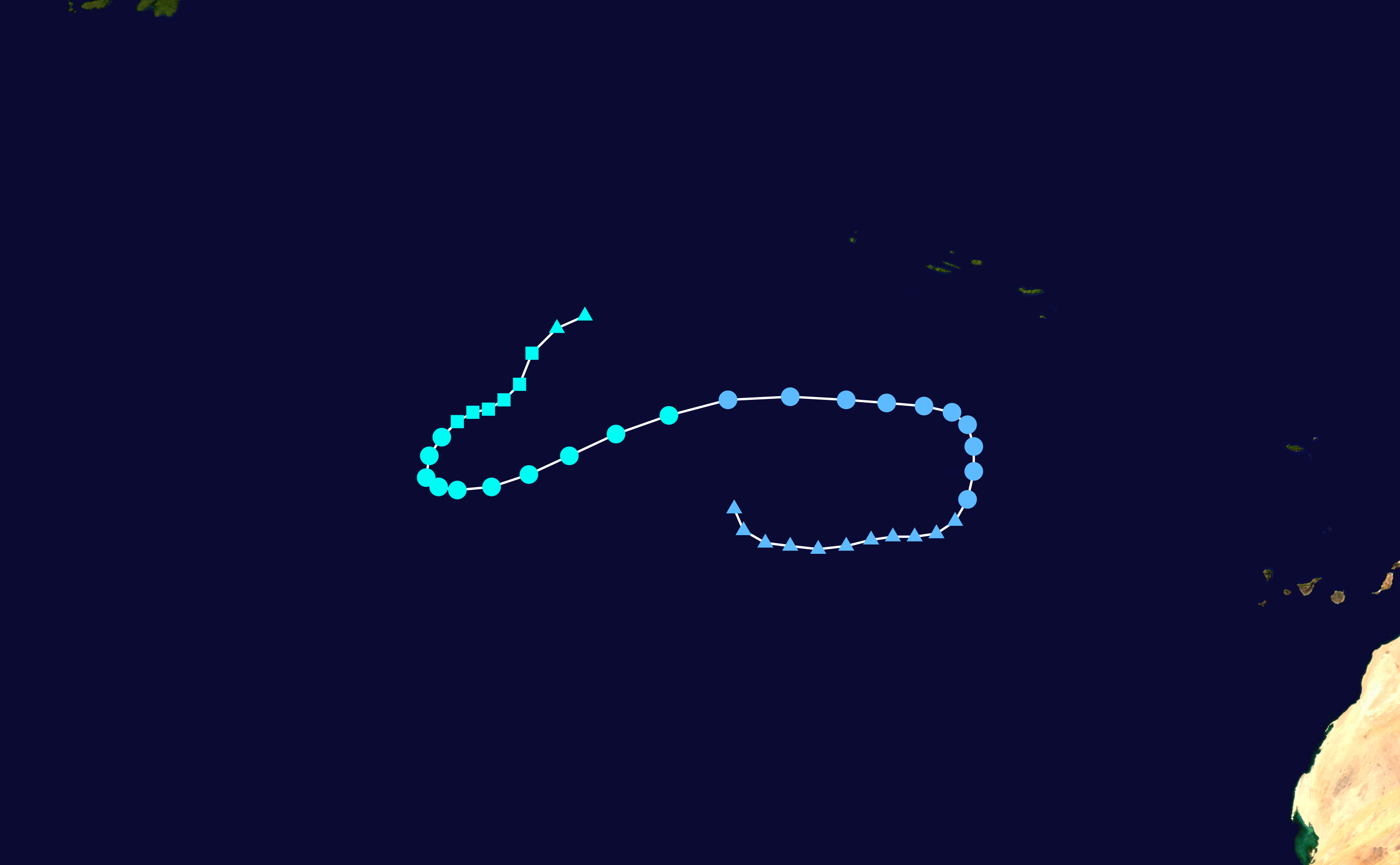
Trajeto da tempestade da tempestade tropical Joyce

- 00:00 UTC (8:00 p.m.  EDT 14 de setembro) em33° 54′ N, 78° 48′ O – Furacão Florence enfraquece para uma tempestade tropical aproximadamente 10 milhas (15 km) a noroeste de North Myrtle Beach, Carolina do Sul.[4]
- 00:00 UTC (8:00 p.m.  AST 14 de setembro) em15° 24′ N, 69° 00′ O – A tempestade tropical Isaac enfraquece para uma depressão tropical cerca de 215 milhas (345 km) sul-sudeste de Santo Domingo, República Dominicana.[14]
- 00:00 UTC (8:00 p.m.  AST 14 de setembro) – A tempestade tropical Joyce atinge seu pico de intensidade com ventos de 50 km/h (85 km/h) e uma pressão de 995 mbar (hPa; 29,39 inHg) aproximadamente 900 milhas (1.450 km) sul-sudoeste dos Açores.[15]
- 06:00 UTC (2:00 a.m AST) – Depressão Tropical Isaac dissipa aproximadamente 230 milhas (370 km) sul-sudoeste da costa sudoeste de Porto Rico.[14]

16 de setembro
- 12:00 UTC (8:00 a.m AST) em43° 06′ N, 27° 06′ O – A tempestade tropical Helene transita para um ciclone extratropical cerca de 290 milhas (465 km) a norte dos Açores.[13]
- 12:00 UTC (8:00 a.m AST) em34° 18′ N, 35° 12′ O – Tempestade tropical Joyce enfraquece para uma depressão tropical cerca de 410 milhas (660 km) sul-sudoeste dos Açores.[15]
- 18:00 UTC (2:00 p.m.  EDT) em34° 06′ N, 82° 06′ O – A tempestade tropical Florence enfraquece para uma depressão tropical aproximadamente 5 milhas (10 km) sul-sudeste de Greenwood, Carolina do Sul.[4]

17 de setembro
- 12:00 UTC (8:00 a.m EDT) em38° 42′ N, 82° 00′ O – A depressão tropical Florence transita para um ciclone extratropical cerca de 30 milhas (50 km) a nordeste de Huntington, West Virginia.[4]

19 de setembro
- 00:00 UTC (8:00 p.m.  AST 18 de setembro) em30° 24′ N, 27° 54′ O – Depressão Tropical Joyce degenera para uma área remanescente de baixa pressão aproximadamente 475 milhas (765 km) a sul dos Açores.[15]

21 de setembro
- 18:00 UTC (2:00 p.m.  AST) em12° 54′ N, 52° 30′ O – A Depressão Tropical Onze se desenvolve e atinge ventos de pico de 35 km/h (55 km/h) aproximadamente 465 milhas (750 km) a leste de Barbados.[16]

22 de setembro
- 00:00 UTC (8:00 p.m.  AST) em13° 00′ N, 53° 12′ O – A Depressão Tropical Onze atinge uma pressão mínima de 1007 mbar (hPa; 29,74 inHg) cerca de 420 milhas (675 km) a leste de Barbados.[16]
- 06:00 UTC (2:00 a.m AST) em7° 42′ N, 21° 48′ O – Depressão Tropical Doze desenvolve cerca de 520 milhas (835 km) sul-sudeste de Cabo Verde.[17]
- 12:00 UTC (8:00 a.m AST) em8° 06′ N, 22° 54′ O – A Depressão Tropical Doze se intensifica na tempestade tropical Kirk aproximadamente 475 milhas (765 km) a sul da Praia, Cabo Verde.[17]

23 de setembro
- 00:00 UTC (8:00 p.m.  AST 22 de setembro) – Depressão Tropical Onze dissipa cerca de 345 milhas (555 km) a leste das Pequenas Antilhas.[16]
- 12:00 UTC (8:00 a.m AST) em9° 12′ N, 29° 18′ O – A tempestade tropical Kirk degenera para uma onda tropical aproximadamente 555 milhas (890 km) a sudoeste da Praia, Cabo Verde.[17]
- 12:00 UTC (8:00 a.m AST) em33° 12′ N, 46° 30′ O – A tempestade subtropical Leslie desenvolve aproximadamente 945 milhas (1.520 km) a sudoeste dos Açores.[18]

25 de setembro
- 00:00 UTC (8:00 p.m.  AST 24 de setembro) em32° 42′ N, 47° 12′ O – A tempestade subtropical Leslie enfraquece para uma depressão subtropical cerca de 1.000 milhas (1.610 km) a sudoeste dos Açores.[18]
- 12:00 UTC (8:00 a.m AST) em31° 42′ N, 45° 12′ O – Depressão Subtropical Leslie transita para um ciclone extratropical aproximadamente 940 milhas (1.515 km) a sudoeste dos Açores.[18]

26 de setembro
- 00:00 UTC (8:00 p.m.  AST 25 de setembro) em11° 30′ N, 50° 18′ O – Os remanescentes de Kirk se regeneram em uma tempestade tropical aproximadamente 520 milhas (835 km) leste-sudeste de Barbados.[17]
- 12:00 UTC (8:00 a.m AST) em12° 06′ N, 53° 36′ O & – Tempestade tropical Kirk atinge picos de vento de 65 km/h (100 km/h) cerca de 405 milhas (650 km) leste-sudeste de Barbados.[17]
- 18:00 UTC (2:00 p.m.  AST) em12° 30′ N, 55° 00′ O – A tempestade tropical Kirk atinge uma pressão mínima de 998 mbar (hPa; 29,47 inHg) aproximadamente 305 milhas (490 km) leste-sudeste de Barbados.[17]

28 de setembro
- 00:30 UTC (8:30 p.m.  AST 27 de setembro) em13° 48′ N, 60° 54′ O – Tempestade tropical Kirk atinge Santa Lúcia, com ventos de 50 km/h (85 km/h).[17]
- 12:00 UTC (8:00 a.m AST) em36° 24′ N, 46° 24′ O – Os remanescentes de Leslie se regeneram em uma tempestade subtropical aproximadamente 850 milhas (1.370 km) a sudoeste dos Açores.[18]

29 de setembro
- 00:00 UTC (8:00 p.m.  AST 28 de setembro) – A tempestade tropical Kirk degenera em uma onda tropical a algumas centenas de quilômetros ao sul das Ilhas Virgens Americanas.[17]
- 18:00 UTC (2:00 p.m.  AST) em34° 18′ N, 51° 18′ O – A tempestade subtropical Leslie transita para uma tempestade tropical cerca de 1.160 milhas (1.865 km) a sudoeste dos Açores.[18]

### Outubro

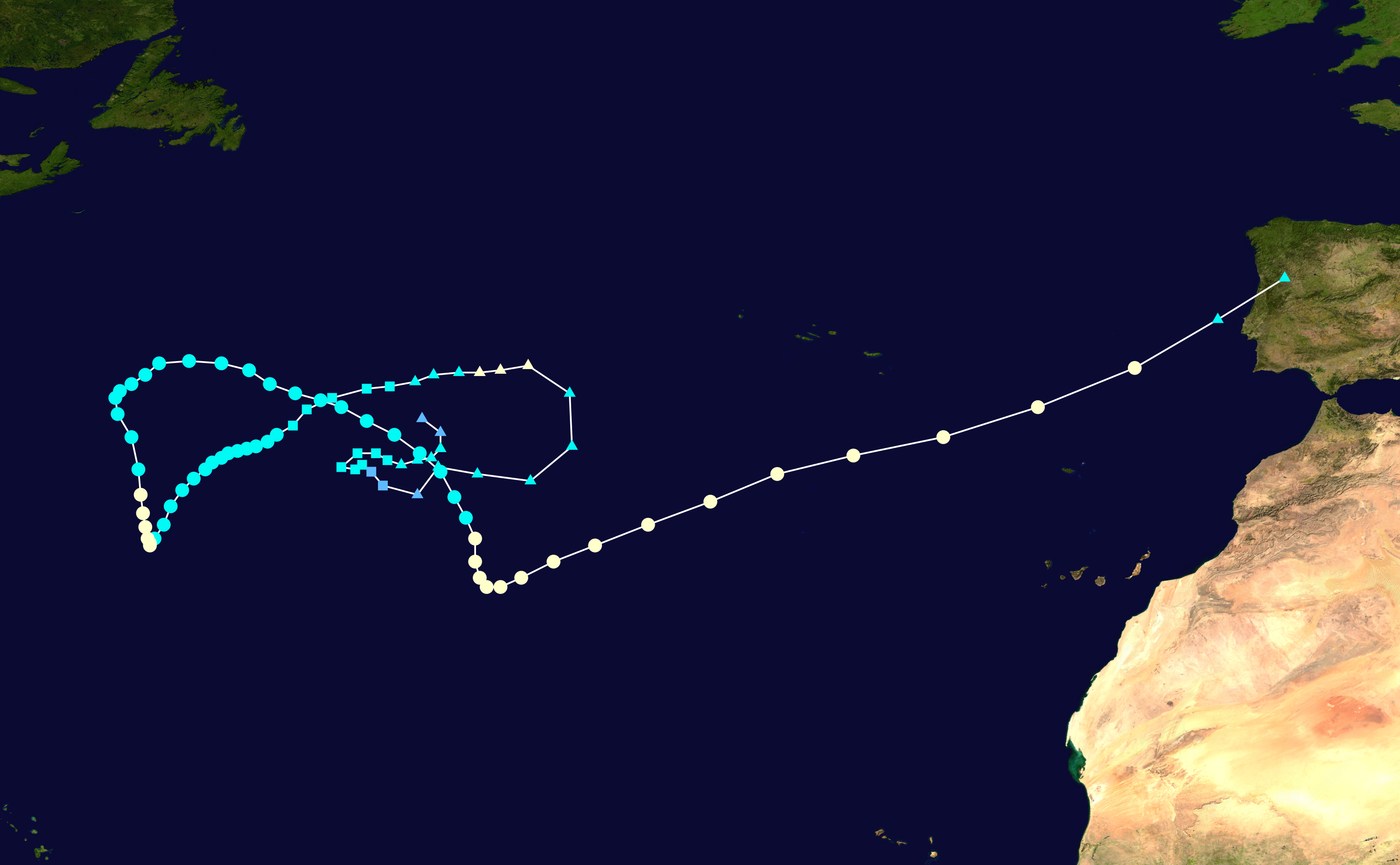
Caminho da tempestade do furacão Leslie

- 06:00 UTC (2:00 a.m AST) em29° 36′ N, 56° 48′ O – Tempestade tropical Leslie se intensifica em uma furacão categoria 1 aproximadamente 510 milhas (820 km) leste-sudeste das Bermudas.[18]

4 de outubro

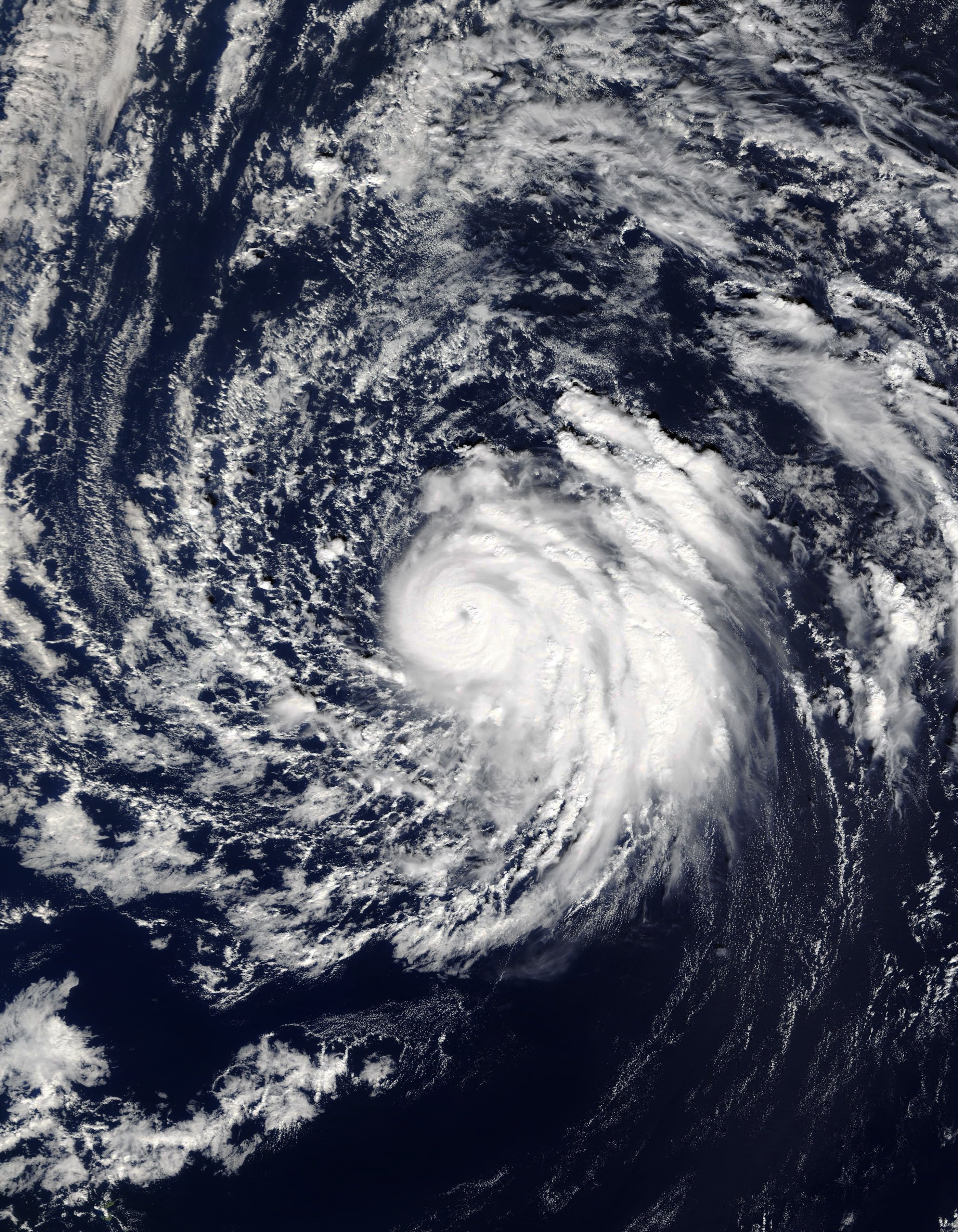
Oscar como um furacão de intensificação em 29 de outubro

- 18:00 UTC (2:00 p.m.  AST) em32° 48′ N, 57° 18′ O – Furacão Leslie enfraquece para uma tempestade tropical aproximadamente 435 milhas (700 km) a leste das Bermudas.[18]

7 de outubro
- 06:00 UTC (1:00 a.m CDT) em18° 24′ N, 86° 48′ O – A Depressão Tropical Quatorze desenvolve cerca de 125 milhas (205 km) ao sul de Cozumel.[5]
- 12:00 UTC (7:00 a.m CDT) em18° 48′ N, 86° 24′ O – Depressão Tropical Quatorze se intensifica na tempestade tropical Michael cerca de 105 milhas (165 km) sul-sudeste de Cozumel.[5]

8 de outubro
- 12:00 UTC (7:00 a.m CDT) em20° 54′ N, 85° 06′ O – Tempestade tropical Michael se intensifica em furacão categoria 1 aproximadamente 65 milhas (100 km) ao sul da ponta ocidental de Cuba.[5]

9 de outubro
- 00:00 UTC (7:00 p.m.  CDT 8 de outubro) em22° 42′ N, 85° 12′ O – Furacão Michael se intensifica em uma furacão categoria 2 cerca de 250 milhas (400 km) a sudoeste de Key West, Flórida.[5]
- 06:00 UTC (2:00 a.m AST) em10° 06′ N, 29° 00′ O – Depressão Tropical Quinze desenvolve cerca de 495 milhas (795 km) a sudoeste da Praia, Cabo Verde.[19]
- 12:00 UTC (8:00 a.m AST) em10° 24′ N, 29° 36′ O – Depressão Tropical Quinze se intensifica na tempestade tropical Nadine aproximadamente 515 milhas (830 km) a sudoeste da Praia, Cabo Verde.[19]
- 18:00 UTC (1:00 p.m.  CDT) em25° 36′ N, 86° 24′ O – Furacão Michael se intensifica em uma furacão categoria 3 cerca de 295 milhas (475 km) a sudoeste de Tampa, Flórida.[5]

10 de outubro

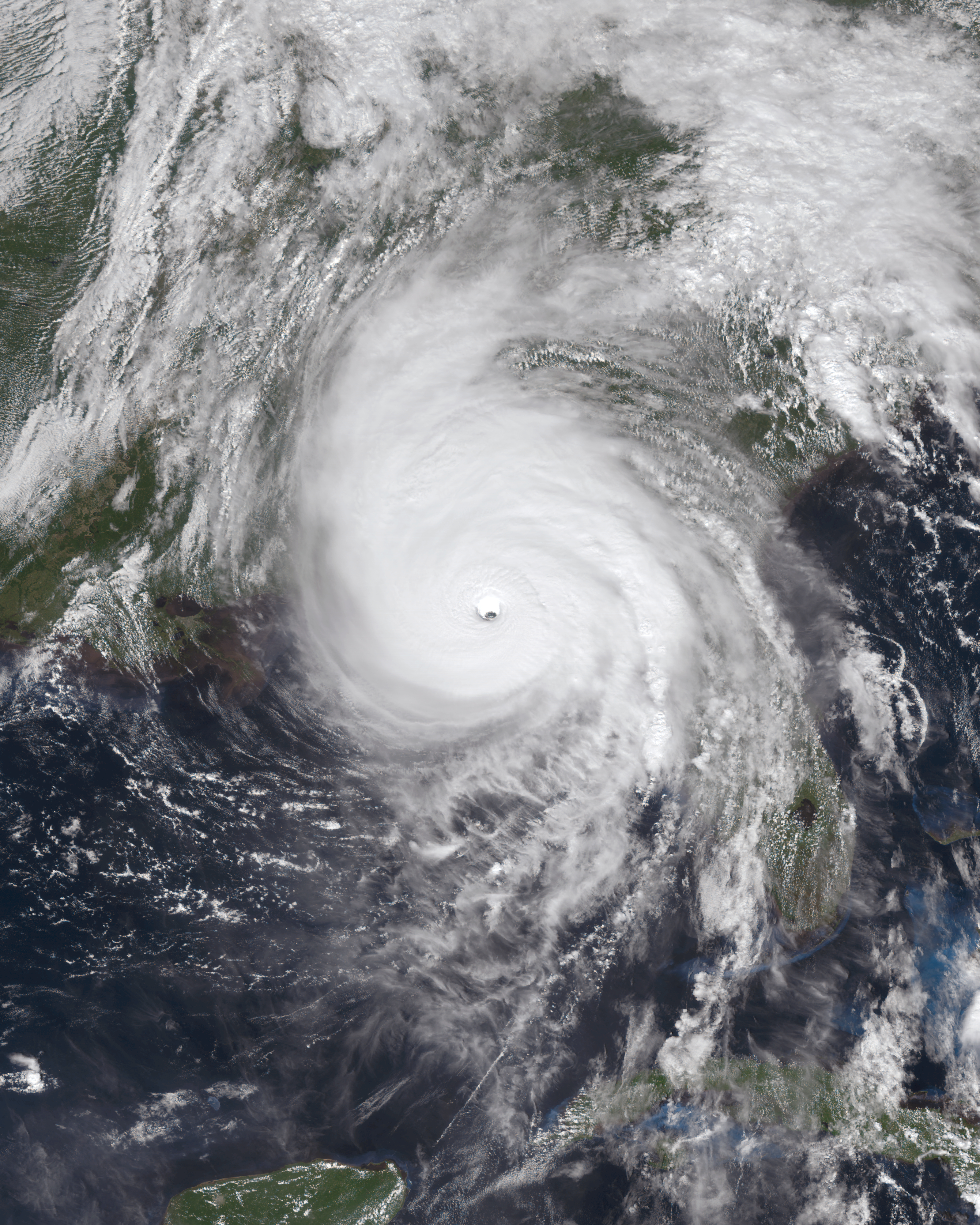
Michael minutos antes de se mudar para terra como um furacão de categoria 5 em 10 de outubro

- 00:00 UTC (8:00 p.m.  AST 9 de outubro) em29° 48′ N, 42° 42′ O – Tempestade tropical Leslie se intensifica em uma furacão categoria 1 aproximadamente 1.320 milhas (2.125 km) a leste das Bermudas.[18]
- 06:00 UTC (2:00 a.m AST) em11° 48′ N, 30° 54′ O – A tempestade tropical Nadine atinge seu pico de intensidade com ventos de 65 km/h (100 km/h) e uma pressão mínima de 995 mbar (hPa; 29,39 inHg) aproximadamente 540 milhas (870 km) a sudoeste da Praia, Cabo Verde.[19]
- 06:00 UTC (1:00 a.m CDT) em27° 42′ N, 86° 36′ O – Furacão Michael se intensifica em uma furacão categoria 4 cerca de 235 milhas (380 km) a sudoeste de Tallahassee, Flórida.[5]
- 17:30 UTC (12:30 p.m.  CDT) em30° 00′ N, 85° 30′ O – Furacão Michael se intensifica em uma furacão categoria 5 e simultaneamente atinge seu pico de intensidade com ventos máximos de 160 km/h (260 km/h) e uma pressão mínima de 919 mbar (hPa; 27,14 inHg). Neste momento, o poderoso ciclone também chega perto da Base Aérea de Tyndall, na Flórida, tornando-se o quarto mais forte, o terceiro mais profundo e o mais recente da furacão categoria 5 a atingir os Estados Unidos na história registrada.[5]
- 18:00 UTC (1:00 p.m.  CDT) em30° 12′ N, 85° 24′ O – Furacão Michael enfraquece para uma furacão categoria 4 aproximadamente 15 milhas (25 km) a nordeste da Cidade do Panamá, Flórida.[5]

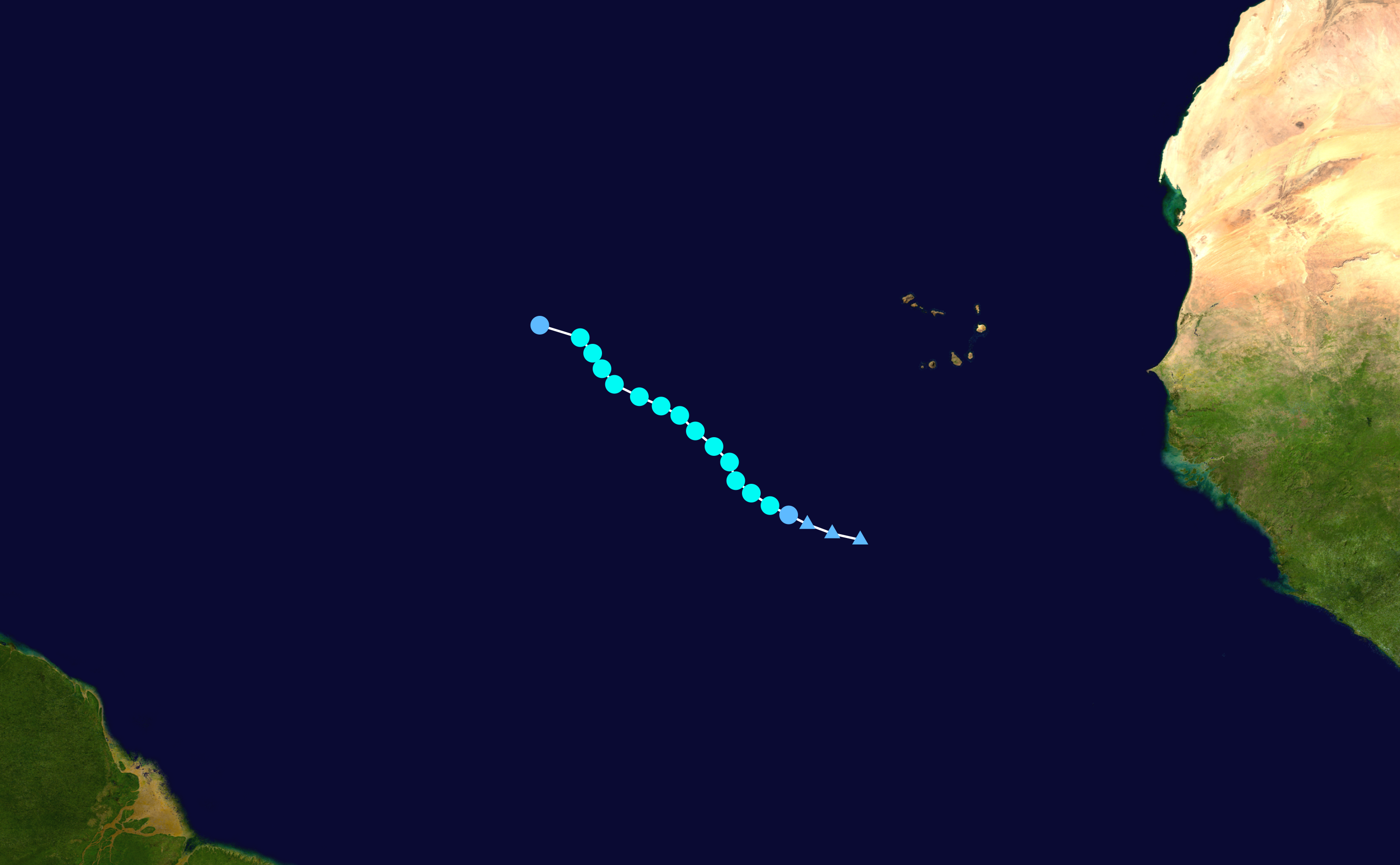
Trajeto da tempestade da tempestade tropical Nadine

- 00:00 UTC (8:00 p.m.  EDT 10 de outubro) em31° 30′ N, 84° 30′ O – Furacão Michael enfraquece rapidamente para uma furacão categoria 1 aproximadamente 20 milhas (30 km) oeste-sudoeste de Albany, Geórgia.[5]
- 06:00 UTC (2:00 a.m EDT) em32° 48′ N, 83° 12′ O – Furacão Michael enfraquece para uma tempestade tropical cerca de 25 milhas (35 km) a leste de Macon, Geórgia.[5]

12 de outubro
- 00:00 UTC (8:00 p.m.  AST 11 de outubro) em30° 24′ N, 35° 12′ O – Furacão Leslie atinge seu pico de intensidade com ventos máximos de 90 km/h (150 km/h) e uma pressão mínima de 968 mbar (hPa; 28,59 inHg) aproximadamente 670 milhas (1.080 km) a sudoeste dos Açores.[18]
- 00:00 UTC (8:00 p.m.  EDT 11 de outubro) em36° 30′ N, 77° 42′ O – A tempestade tropical Michael transita para um ciclone extratropical aproximadamente 15 milhas (25 km) a sudoeste de Emporia, Virgínia.[5]
- 18:00 UTC (2:00 p.m.  AST) em16° 12′ N, 37° 00′ O – Tempestade tropical Nadine enfraquece para uma depressão tropical cerca de 900 milhas (1.450 km) a oeste da Praia, Cabo Verde.[19]

13 de outubro
- 00:00 UTC (8:00 p.m.  AST 12 de outubro) – Depressão Tropical Nadine degenera para uma onda tropical aproximadamente 865 milhas (1.320 km) a oeste de Cabo Verde.[19]
- 18:00 UTC (2:00 p.m.  AST) em39° 18′ N, 10° 30′ O – O furacão Leslie transita para um ciclone extratropical aproximadamente 85 milhas (140 km) oeste-noroeste de Lisboa, Portugal.[18]

26 de outubro
- 18:00 UTC (2:00 p.m.  AST) em25° 24′ N, 45° 18′ O – Tempestade Subtropical Oscar desenvolve cerca de 1.260 milhas (2.030 km) a sul-sudoeste dos Açores.[3]

27 de outubro
- 18:00 UTC (2:00 p.m.  AST) em27° 06′ N, 49° 54′ O – A tempestade subtropical Oscar transita para uma tempestade tropical com cerca de 1.365 milhas (2.195 km) a sudoeste dos Açores.[3]

28 de outubro
- 18:00 UTC (2:00 p.m.  AST) em25° 42′ N, 54° 48′ O – Tempestade tropical Oscar se intensifica em furacão categoria 1 aproximadamente 1.655 milhas (2.665 km) a sudoeste dos Açores.[3]

29 de outubro
- 18:00 UTC (2:00 p.m.  AST) em26° 12′ N, 58° 30′ O – Furacão Oscar se intensifica em furacão categoria 2 cerca de 565 milhas (910 km) a sudeste das Bermudas.[3]

30 de outubro
- 00:00 UTC (8:00 p.m.  AST 29 de outubro) em27° 00′ N, 58° 30′ O – Furacão Oscar atinge seu pico de intensidade com ventos de 110 km/h (175 km/h) e uma pressão mínima de 966 mbar (hPa; 28,53 inHg) aproximadamente 520 milhas (835 km) a sudeste das Bermudas.[3]
- 18:00 UTC (2:00 p.m.  AST) em30° 18′ N, 57° 18′ O – Furacão Oscar enfraquece para uma furacão categoria 1 aproximadamente 465 milhas (750 km) leste-sudeste das Bermudas.[3]

31 de outubro
- 18:00 UTC (2:00 p.m.  AST) em38° 00′ N, 50° 30′ O – Furacão Oscar se transforma em ciclone extratropical por volta de 905 milhas (1.455 km) a nordeste das Bermudas.[3]

### Novembro
- Nenhum ciclone tropical se forma no Oceano Atlântico durante o mês de novembro.

30 de novembro
- A temporada de furacões no oceano Atlântico de 2018 termina oficialmente.[1]